# Gouvernement Ibrahim
Monarchie constitutionnelle
Gouvernement Balafrej Conseil Mohammed V
Le gouvernement Abdellah Ibrahim est le quatrième gouvernement du Maroc depuis son indépendance en 1955. Formé le 24 décembre 1958, il a été dissous le 21 mai 1960,,.

## Composition
| Portefeuille                                                               | Ministre                    |
| -------------------------------------------------------------------------- | --------------------------- |
| Président du Conseil Ministre des Affaires étrangères                      | Abdellah Ibrahim            |
| Vice-président du Conseil Ministre de l’Économie nationale et des Finances | Abderrahim Bouabid          |
| Ministre de la Justice                                                     | Mohamed Bahnini             |
| Ministre de l’Intérieur                                                    | Driss M’hammedi             |
| Ministre de la Défense nationale                                           | Mohammed Aouad              |
| Ministre de l’Éducation nationale                                          | Abdelkrim Benjelloun Touimi |
| Ministre de l’Agriculture                                                  | Thami Ammar                 |
| Ministre des Travaux publics                                               | Abderrahmane Benabdelali    |
| Ministre de l’Emploi et des Affaires sociales                              | Mohamed Maâti Bouabid       |
| Ministre de la Santé publique                                              | Youssef Belabbès            |
| Ministre des PTT                                                           | Mohamed Medbouh             |